# (200272) 1999 XA127
(200272) 1999 XA127 es un asteroide perteneciente al cinturón de asteroides descubierto el 7 de diciembre de 1999 por el equipo del Catalina Sky Survey desde el Catalina Sky Survey, Arizona, Estados Unidos.

## Designación y nombre
Designado provisionalmente como 1999 XA127.

## Características orbitales
1999 XA127 está situado a una distancia media del Sol de 2,693 ua, pudiendo alejarse hasta 3,418 ua y acercarse hasta 1,967 ua. Su excentricidad es 0,269 y la inclinación orbital 12,12 grados. Emplea 1614,50 días en completar una órbita alrededor del Sol.

## Características físicas
La magnitud absoluta de 1999 XA127 es 15,2. 